# Джуанга

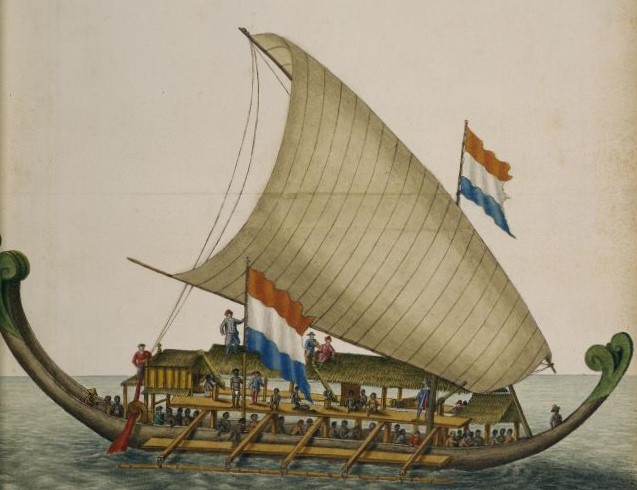
Велика голландська кора-кора з гротом, озброєна кількома поворотними гарматами.

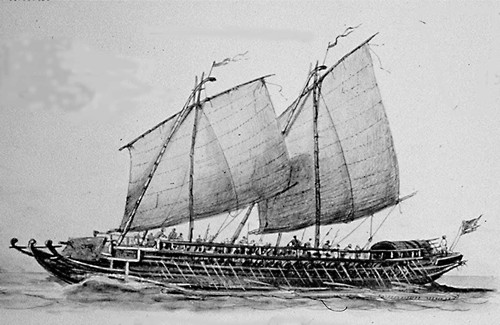
Ілюстрація Рафаеля Монлеона 1890 року, на якій зображено військовий корабель Іранун ланонг кінця 19 століття з трьома гребками весел під повними вітрилами

Джуанга (індонез. juanga) або джоанга (індонез. joanga) — іспанський термін колоніальних часів, яким консолідовано позначали великі традиційні військові весельно-вітрильні кораблі з аутрігерами мешканців Південно-Східної Азії різних конструкцій, такі як кора-кора, каракоа та ланонг. Кораблі таких моделей широко використовувались на Філіппінському архіпелазі та на Молуккських островах в східній частині Малайського архіпелагу, де були популярні менші версії, які все ще використовуються досі (кора-кора). Джуанга використовувались для війни та грабіжницьких рейдів і не були призначені для перевезення товарів.

## Етимологія
Слова «juanga» та «joanga» є спорідненими з «junk», що в XVI столітті використовувалась для позначення клькох різних типів кораблів в Азії і походження якого достеменно не визначено. Ретана та Пастеллс вважали назву «junk» похідною від китайського слова «chun», що означає човен:299. Пол Пелліот і Варуно Махді відкидають китайське походження слова «junk»:38. Натомість воно може бути похідним від «jong» (транслітерується як joṅ) старояванською мовою, що означає корабель:748. Перша згадка про старояванський джонг походить з напису на Балі, датованого XI століттям нашої ери:82. Вперше воно було записано в малайській та китайській мовах у XV столітті, коли китайський список слів ідентифікував його як малайський термін для корабля:60 таким чином практично виключається китайське походження слова:266. Вільям Генрі Скотт також вважав, що термін «joanga» походить від «jong», великого корабля Південно-Східної Азії:21.

## Історія

### Молукки (Східна Індонезія)

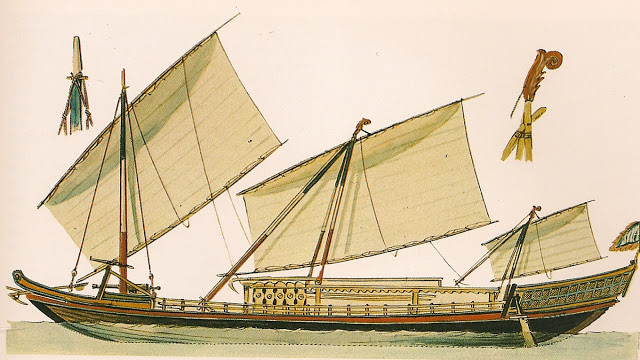
Кольорова деталь ланонга від Рафаеля Монлеона

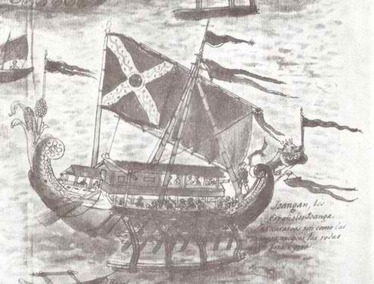
З тексту: Joangan/joanga, що належить іспанцю. Каракоа схожі на Joangas, за винятком стебел корми та носа.

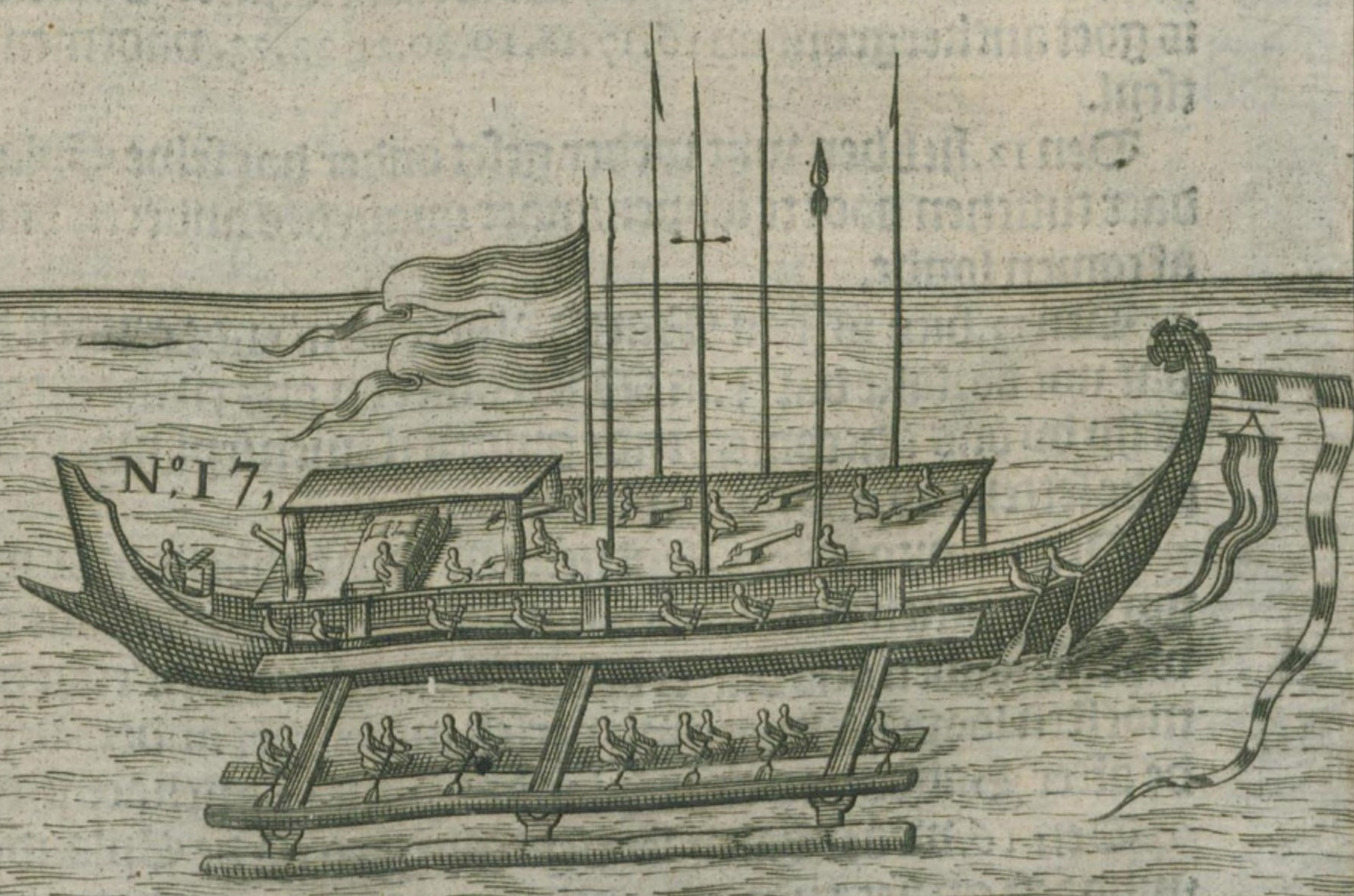
Кора-кора короля Тернате з 7 гарматами. Видно розкішне ложе короля.

Термін «джуанга» вперше з'явився в португальському рукописі про історію Молукк, який, ймовірно, був написаний Антоніо Гальвао приблизно в 1544 році. Він містить опис того, як мешканці північних Молукк будують свої кораблі. Джуанга використовувались султаном Хайруном з Тернате для транспортування військ під час конфліктів між Султанатом Тернате та Португальською імперією між 1530 і 1570 роками.
Після завершення повстання в султанаті Тідоре в 1722 році, людей Патані та Маба, які втекли до Галели з 1720 року, було переселено до Салаваті на островах Раджа Ампат, використовуючи загалом 30 джуанг. 4 липня 1726 року 17 джуанг і 6 великих човнів, навантажених людьми папуасів і патані, пришвартувалися перед фортом Ораньє і висадилися в малайському поселенні поруч із фортом. Звідси папуаси та патані ходили до палацу султана Тернате, щоб повідомити про різноманітне поводження з ними з боку високопоставлених чиновників султанату Тідоре. Голландська Ост-Індська компанія (VOC) послала чиновників поговорити з перебіжчиками. Представникам VOC папуаси та патані висловили бажання стати підлеглими Султанату Тернате та компанії. Вони також вимагали ставитися до них як до біженців і гарантувати їм безпеку. Принц Нуку в 1804 році використовував кораблі типу джуанга у своєму повстанні проти голландців (бл. 1780—1810) для мобілізації військ для нападу на північну Хальмахеру.

### Філіппіни
Каракоа були невідємною складовою традиційних морських рейдів (mangayaw) різних філіппінських таласократій. Це були морські експедиції (зазвичай сезонні) проти мирних поселень та торгового судноплавство з метою здобуття слави, грабування та захоплення рабів або заручників (іноді наречених).
Ланонги були здатні плавати на великі відстані і атакувати кораблі аж до Малаккської та Яванської проток. Вони стали сумно відомими з середини XVIII століття до початку XIX століття через набіги та піратство (магурай) у більшій частині Південно-Східної Азії. Це було викликано зростанням попиту на рабську працю в голландській Ост-Індії, а також зростанням ворожнечі між султанатами Моро та європейськими колоніальними державами. Щороку голландські, іспанські та англійські колонії в регіоні отримували попередження про «піратський вітер» із серпня по вересень, коли кораблі Іранун і Бангінгі традиційно починали рейд. З 1774 по 1794 рік, за оцінками, приблизно від 100 до 200 кораблів щорічно виходили з моря Сулу для здійснення набігів на прилеглі території. Набіги влаштовувалися незалежно або за наказом султанату Сулу та султанату Магінданао, яким підпорядковувалися Іранун і Бангінгі.

## Подальше читання
- Amal, M. Adnan (2016). Kepulauan Rempah-rempah. Kepustakaan Populer Gramedia. ISBN 9786024241667
- Galvão, António (1971). Jacobs, Hubert Theodorus Thomas Marie (ed.). A Treatise on the Moluccas (c. 1544), probably the preliminary version of António Galvão's lost Historia das Moluccas. Rome: Jesuit Historical Institute.
- Mallari, Francisco (1989). «The Spanish Navy in the Philippines, 1589-1787». Philippine Studies Vol. 37, No. 4. pp. 412–439.
- Marwati Djoened Poesponegoro and Nugroho Notosusanto (1981). Sejarah Nasional Indonesia III. Departemen Pendidikan dan Kebudayaan.
- The Lashed-lug Boat of the Eastern Archipelagoes, the Alcina MS and the Lomblen Whaling Boats. By G. Adrian Horridge. Greenwich, London: National Maritime Museum. Maritime Monographs and Reports No. 54, 1982. Illustrations, Notes, References.
- Warren, James Francis (2002). Iranun and Balangingi: globalization, maritime raiding and the birth of ethnicity. NUS Press. ISBN 9789971692421